# Campeonato Uruguaio de Futebol de 2025
A Liga AUF Uruguaya 2025 ou Campeonato Uruguayo 2025 é a 122.ª edição do Primera División, competição de clubes de futebol equivalente à primeira divisão profissional do futebol uruguaio e a 95.ª como profissional.
A organização da liga está a cargo da Associação Uruguaia de Futebol (AUF), entidade máxima do futebol no Uruguai. Teve início em 31 de janeiro e tem término previsto para 7 de dezembro de 2025.
A edição de 2025 leva o nome de "Juan Manuel Izquierdo Viana", que em 22 de agosto de 2024, durante uma partida entre Nacional e São Paulo, válida pela Copa Libertadores, disputada no Estádio do Morumbí, na capital paulista, se sentiu mal, perdeu o equilíbrio e desabou em campo. Morreu cinco dias depois, na noite do dia 27 de agosto, aos 27 anos de idade.

## Torneo Apertura
O Torneo Apertura foi o primeiro dos três campeonatos da temporada da primeira divisão de 2025. Batizado como "Eduardo Arsuaga", homenageia o ex-presidente do Defensor Sporting, já falecido. Teve início em 31 de janeiro e terminou em 19 de maio de 2025.
Disputado no sistema de pontos corridos, de turno único, foi vencido pelo Liverpool (que já havia conquistado o torneio em 2022). O título veio na última rodada ao vencer o Cerro Largo por 1–0, no estádio Belvedere, com gol do zagueiro Martín Rea. O Negriazul voltou a gritar "campeão" diante de sua torcida, em sua casa, e carimbou sua vaga nas finais do Campeonato Uruguaio de 2025. O clube após um decepcionante no Campeonato Uruguaio em 2024, trocou o comando técnico e trouxe Joaquín Papa, que rapidamente imprimiu sua marca ao time: uma equipe mais sólida, organizada e com jogadores crescendo junto ao longo da competição, tanto na defesa quanto no ataque. O artilheiro do torneio também foi do clube, Abel Hernández, que voltou a exibir o nível que o levou à seleção uruguaia, sendo peça fundamental na campanha.

### Classificação
| Pos | Equipe                 | Pts | J  | V | E | D | GP | GC | SG  | Classificação          |
| --- | ---------------------- | --- | -- | - | - | - | -- | -- | --- | ---------------------- |
| 1   | Liverpool              | 32  | 15 | 9 | 5 | 1 | 22 | 9  | +13 | Fase final pelo título |
| 2   | Nacional               | 31  | 15 | 9 | 4 | 2 | 35 | 16 | +19 |                        |
| 3   | Juventud               | 30  | 15 | 9 | 3 | 3 | 23 | 15 | +8  |                        |
| 4   | Peñarol                | 27  | 15 | 8 | 3 | 4 | 21 | 17 | +4  |                        |
| 5   | Defensor Sporting      | 24  | 15 | 7 | 3 | 5 | 17 | 12 | +5  |                        |
| 6   | Racing                 | 23  | 15 | 6 | 5 | 4 | 14 | 10 | +4  |                        |
| 7   | Boston River           | 22  | 15 | 6 | 4 | 5 | 16 | 17 | −1  |                        |
| 8   | Cerro Largo            | 21  | 15 | 5 | 6 | 4 | 15 | 16 | −1  |                        |
| 9   | Plaza Colonia          | 19  | 15 | 5 | 4 | 6 | 13 | 13 | 0   |                        |
| 10  | Montevideo City Torque | 17  | 15 | 4 | 5 | 6 | 16 | 22 | −6  |                        |
| 11  | Progreso               | 15  | 15 | 3 | 6 | 6 | 17 | 27 | −10 |                        |
| 12  | Cerro                  | 14  | 15 | 3 | 6 | 6 | 13 | 20 | −7  |                        |
| 13  | Montevideo Wanderers   | 12  | 15 | 2 | 6 | 7 | 12 | 17 | −5  |                        |
| 14  | Danubio                | 12  | 15 | 1 | 9 | 5 | 12 | 17 | −5  |                        |
| 15  | Miramar Misiones       | 12  | 15 | 3 | 3 | 9 | 16 | 24 | −8  |                        |
| 16  | River Plate            | 10  | 15 | 2 | 4 | 9 | 10 | 20 | −10 |                        |

1. ↑  O Cerro foi punido com a perda de um ponto pelo abandono de sua partida contra o Peñarol.[11]
2. 1 2  Um sorteio foi realizado em 20 de maio de 2025 para definir a posição final de Montevideo Wanderers e Danubio, com a equipe alvinegra levando a melhor.[12]

## Torneo Intermedio
O Torneo Intermedio foi o segundo torneio da temporada de 2025, disputado entre os torneios Apertura e Clausura. O torneio leva o nome de "Mathías Acuña", jogador uruguaio que cometeu suícidio em 4 de janeiro de 2025. Embora seja composto por dois grupos cuja formação depende da classificação final do Torneo Apertura, a partir desta edição houve uma mudança na composição dos grupos: o campeão do Apertura jogará no Grupo A, junto com os times que terminaram em 4.º, 5.º, 8.º, 9.º, 12.º, 13.º e na última colocação do Apertura, enquanto as demais equipes disputarão o Grupo B. Essa alteração substituiu o formato utilizado desde a criação do torneio, em que as equipes das posições ímpares jogavam no Grupo A e as das posições pares no Grupo B. O torneio teve início em 23 de maio e terminou em 7 de julho.
O campeão do Intermedio foi o Peñarol. No duelo final decidido nos pênaltis ante o Nacional, o Peñarol não apenas levantou a taça pela primeira vez, como também assegurou sua participação em mais duas competições. O time "aurinegro" garantiu presença na Copa Sul-Americana de 2026 e também na Supercopa do Uruguai de 2026.

### Classificação do Grupo A
| Pos | Equipe               | Pts | J | V | E | D | GP | GC | SG  | Classificação              |
| --- | -------------------- | --- | - | - | - | - | -- | -- | --- | -------------------------- |
| 1   | Peñarol              | 16  | 7 | 5 | 1 | 1 | 15 | 5  | +10 | Final do Torneo Intermedio |
| 2   | Defensor Sporting    | 14  | 7 | 4 | 2 | 1 | 12 | 10 | +2  |                            |
| 3   | Montevideo Wanderers | 12  | 7 | 3 | 3 | 1 | 6  | 5  | +1  |                            |
| 4   | Plaza Colonia        | 8   | 7 | 1 | 5 | 1 | 6  | 7  | −1  |                            |
| 5   | Liverpool            | 8   | 7 | 2 | 2 | 3 | 10 | 12 | −2  |                            |
| 6   | Cerro                | 8   | 7 | 2 | 2 | 3 | 7  | 9  | −2  |                            |
| 7   | River Plate          | 5   | 7 | 1 | 2 | 4 | 6  | 10 | −4  |                            |
| 8   | Cerro Largo          | 3   | 7 | 0 | 3 | 4 | 7  | 11 | −4  |                            |

### Classificação do Grupo B
| Pos | Equipe                 | Pts | J | V | E | D | GP | GC | SG  | Classificação              |
| --- | ---------------------- | --- | - | - | - | - | -- | -- | --- | -------------------------- |
| 1   | Nacional               | 21  | 7 | 7 | 0 | 0 | 16 | 6  | +10 | Final do Torneo Intermedio |
| 2   | Juventud               | 15  | 7 | 5 | 0 | 2 | 14 | 11 | +3  |                            |
| 3   | Racing                 | 13  | 7 | 4 | 1 | 2 | 11 | 6  | +5  |                            |
| 4   | Danubio                | 10  | 7 | 3 | 1 | 3 | 11 | 11 | 0   |                            |
| 5   | Boston River           | 7   | 7 | 2 | 1 | 4 | 8  | 12 | −4  |                            |
| 6   | Progreso               | 6   | 7 | 2 | 0 | 5 | 4  | 10 | −6  |                            |
| 7   | Montevideo City Torque | 5   | 7 | 1 | 2 | 4 | 10 | 12 | −2  |                            |
| 8   | Miramar Misiones       | 4   | 7 | 1 | 1 | 5 | 2  | 8  | −6  |                            |

### Final doTorneo Intermedio
Depois da dolorosa derrota na final clássica do Torneio Intermedio de 2024 — também decidida nos pênaltis —, o Peñarol teve sua revanche em 2025 e não desperdiçou a chance. Devolveu na mesma moeda ao Nacional e venceu a decisão após empate por 0–0 nos 120 minutos, triunfando na disputa de penalidades. Assim, o Manya (carinhoso apelido do clube) conquistou pela primeira vez o torneio curto de meio de temporada, tirando uma pedra do sapato desde a criação da competição e ainda encerrando a histórica sequência invicta do rival Tricolor.
| 6 de julho de 2025                                          | Peñarol | 0 – 0 (pro.) (5 – 3 pen.)            | Nacional | Montevidéu                                    |  |
| 15:00 (UTC−3)                                               |         | Relatório                            |          | Estádio: Centenario Árbitro: Esteban Ostojich |  |
|                                                             |         | Penalidades                          |          |                                               |  |
| - Terans - Fernández - Léo Coelho - Muhlethaler - Umpiérrez |         | - Carneiro - Coates - Boggio - Mejía |          |                                               |  |

## Torneio Clausura
Denominado "José Ignacio Villarreal", em homangem ao ex-presidente e campeão uruguaio como jogador pelo Central Español em 1984, também falecido. Começou em 1º de agosto.

### Classificação doClausura
- Atualizado até 10 de agosto de 2025

| #   | Equipe                 | PTS | J | V | E | D | GP | GC | SG | Classificação       |
| --- | ---------------------- | --- | - | - | - | - | -- | -- | -- | ------------------- |
| 1º  | Peñarol                | 6   | 2 | 2 | 0 | 0 | 5  | 1  | 4  | Campeão do CLAUSURA |
| 2º  | Cerro Largo            | 6   | 2 | 2 | 0 | 0 | 4  | 1  | 3  |                     |
| 3º  | Racing                 | 6   | 2 | 2 | 0 | 0 | 3  | 1  | 2  |                     |
| 4º  | Boston River           | 4   | 2 | 1 | 1 | 0 | 5  | 1  | 4  |                     |
| 5º  | Danubio                | 4   | 2 | 1 | 1 | 0 | 2  | 1  | 1  |                     |
| 6º  | Liverpool              | 4   | 2 | 1 | 1 | 0 | 1  | 0  | 1  |                     |
| 7º  | Miramar Misiones       | 3   | 2 | 1 | 0 | 1 | 3  | 2  | 1  |                     |
| 8º  | River Plate            | 1   | 1 | 0 | 1 | 0 | 0  | 0  | 0  |                     |
| 9º  | Cerro                  | 1   | 2 | 0 | 1 | 1 | 1  | 2  | −1 |                     |
| 10º | Montevideo Wanderers   | 1   | 2 | 0 | 1 | 1 | 0  | 1  | −1 |                     |
| 11º | Plaza Colonia          | 1   | 2 | 0 | 1 | 1 | 1  | 3  | −2 |                     |
| 12º | Montevideo City Torque | 1   | 2 | 0 | 1 | 1 | 3  | 6  | −3 |                     |
| 13º | Nacional               | 0   | 2 | 1 | 0 | 1 | 5  | 5  | 0  |                     |
| 14º | Progreso               | 0   | 2 | 0 | 0 | 2 | 2  | 4  | −2 |                     |
| 15º | Juventud               | 0   | 2 | 0 | 0 | 2 | 1  | 4  | −3 |                     |
| 16º | Defensor Sporting      | 0   | 1 | 0 | 0 | 1 | 0  | 4  | −4 |                     |

| Fontes: AUF (em castelhano), ESPN (em castelhano), Tenfield (em castelhano), Soccerway |

| Regras para classificação: 1) Pontos, 2) Saldo de gols, 3) Gols marcados, 4) Confronto direto (pontos, saldo, gols marcados), 5) Sorteio. |

### Jogos doClausura
Segue abaixo a tabela de jogos e resultados das 15 rodadas:
| 1 de agosto | Peñarol | 2 ― 1 | Progreso |  |  |
|             |         |       |          |  |  |

| 2 de agosto | Juventud | 0 ― 2 | Cerro Largo |  |  |
|             |          |       |             |  |  |

| 2 de agosto | River Plate | 0 ― 0 | Cerro |  |  |
|             |             |       |       |  |  |

| 2 de agosto | Nacional | 5 ― 2 | Montevideo City Torque |  |  |
|             |          |       |                        |  |  |

| 2 de agosto | Boston River | 4 ― 0 | Defensor Sporting |  |  |
|             |              |       |                   |  |  |

| 3 de agosto | Racing | 1 ― 0 | Wanderers |  |  |
|             |        |       |           |  |  |

| 3 de agosto | Liverpool | 0 ― 0 | Danubio |  |  |
|             |           |       |         |  |  |

| 3 de agosto | Plaza Colonia | 1 ― 3 | Miramar Misiones |  |  |
|             |               |       |                  |  |  |

| 8 de agosto | Montevideo City Torque | 1 ― 1 | Boston River |  |  |
|             |                        |       |              |  |  |

| 9 de agosto | Progreso | 1 ― 2 | Cerro Largo |  |  |
|             |          |       |             |  |  |

| 9 de agosto | Peñarol | 3 ― 0 | Nacional |  |  |
|             |         |       |          |  |  |

| 10 de agosto | Cerro | 1 ― 2 | Racing |  |  |
|              |       |       |        |  |  |

| 10 de agosto | Danubio | 2 ― 1 | Juventud |  |  |
|              |         |       |          |  |  |

| 10 de agosto | Wanderers | 0 ― 0 | Plaza Colonia |  |  |
|              |           |       |               |  |  |

| 10 de agosto | Miramar Misiones | 0 ― 1 | Liverpool |  |  |
|              |                  |       |           |  |  |

| 11 de agosto | Defensor Sporting | ― | River Plate |  |  |
|              |                   |   |             |  |  |

|-
| 15 de agosto | Boston River | ― | Peñarol |  |  |
|              |              |   |         |  |  |

| 16 de agosto | Juventud | ― | Miramar Misiones |  |  |
|              |          |   |                  |  |  |

| 16 de agosto | Liverpool | ― | Wanderers |  |  |
|              |           |   |           |  |  |

| 16 de agosto | Nacional | ― | Progreso |  |  |
|              |          |   |          |  |  |

| 17 de agosto | River Plate | ― | Montevideo City Torque |  |  |
|              |             |   |                        |  |  |

| 17 de agosto | Racing | ― | Defensor Sporting |  |  |
|              |        |   |                   |  |  |

| 17 de agosto | Plaza Colonia | ― | Cerro |  |  |
|              |               |   |       |  |  |

| 18 de agosto | Cerro Largo | ― | Danubio |  |  |
|              |             |   |         |  |  |

| 22 de agosto | Wanderers | ― | Juventud |  |  |
|              |           |   |          |  |  |

| 23 de agosto | Defensor Sporting | ― | Plaza Colonia |  |  |
|              |                   |   |               |  |  |

| 23 de agosto | Nacional | ― | Boston River |  |  |
|              |          |   |              |  |  |

| 23 de agosto | Miramar Misiones | ― | Cerro Largo |  |  |
|              |                  |   |             |  |  |

| 24 de agosto | Progreso | ― | Danubio |  |  |
|              |          |   |         |  |  |

| 24 de agosto | Cerro | ― | Liverpool |  |  |
|              |       |   |           |  |  |

| 24 de agosto | Peñarol | ― | River Plate |  |  |
|              |         |   |             |  |  |

| 24 de agosto | Montevideo City Torque | ― | Racing |  |  |
|              |                        |   |        |  |  |

|  | Plaza Colonia | ― | Montevideo City Torque |  |  |
|  |               |   |                        |  |  |

|  | Liverpool | ― | Defensor Sporting |  |  |
|  |           |   |                   |  |  |

|  | Juventud | ― | Cerro |  |  |
|  |          |   |       |  |  |

|  | River Plate | ― | Nacional |  |  |
|  |             |   |          |  |  |

|  | Boston River | ― | Progreso |  |  |
|  |              |   |          |  |  |

|  | Racing | ― | Peñarol |  |  |
|  |        |   |         |  |  |

|  | Danubio | ― | Miramar Misiones |  |  |
|  |         |   |                  |  |  |

|  | Cerro Largo | ― | Wanderers |  |  |
|  |             |   |           |  |  |

|  | Montevideo City Torque | ― | Liverpool |  |  |
|  |                        |   |           |  |  |

|  | Peñarol | ― | Plaza Colonia |  |  |
|  |         |   |               |  |  |

|  | Progreso | ― | Miramar Misiones |  |  |
|  |          |   |                  |  |  |

|  | Wanderers | ― | Danubio |  |  |
|  |           |   |         |  |  |

|  | Defensor Sporting | ― | Juventud |  |  |
|  |                   |   |          |  |  |

|  | Nacional | ― | Racing |  |  |
|  |          |   |        |  |  |

|  | Cerro | ― | Cerro Largo |  |  |
|  |       |   |             |  |  |

|  | Boston River | ― | River Plate |  |  |
|  |              |   |             |  |  |

|  | Juventud | ― | Montevideo City Torque |  |  |
|  |          |   |                        |  |  |

|  | Liverpool | ― | Peñarol |  |  |
|  |           |   |         |  |  |

|  | Racing | ― | Boston River |  |  |
|  |        |   |              |  |  |

|  | Plaza Colonia | ― | Nacional |  |  |
|  |               |   |          |  |  |

|  | Cerro Largo | ― | Defensor Sporting |  |  |
|  |             |   |                   |  |  |

|  | River Plate | ― | Progreso |  |  |
|  |             |   |          |  |  |

|  | Danubio | ― | Cerro |  |  |
|  |         |   |       |  |  |

|  | Miramar Misiones | ― | Wanderers |  |  |
|  |                  |   |           |  |  |

|  | Montevideo City Torque | ― | Cerro Largo |  |  |
|  |                        |   |             |  |  |

|  | River Plate | ― | Racing |  |  |
|  |             |   |        |  |  |

|  | Nacional | ― | Liverpool |  |  |
|  |          |   |           |  |  |

|  | Boston River | ― | Plaza Colonia |  |  |
|  |              |   |               |  |  |

|  | Defensor Sporting | ― | Danubio |  |  |
|  |                   |   |         |  |  |

|  | Progreso | ― | Wanderers |  |  |
|  |          |   |           |  |  |

|  | Peñarol | ― | Juventud |  |  |
|  |         |   |          |  |  |

|  | Cerro | ― | Miramar Misiones |  |  |
|  |       |   |                  |  |  |

|  | Plaza Colonia | ― | River Plate |  |  |
|  |               |   |             |  |  |

|  | Liverpool | ― | Boston River |  |  |
|  |           |   |              |  |  |

|  | Racing | ― | Progreso |  |  |
|  |        |   |          |  |  |

|  | Juventud | ― | Nacional |  |  |
|  |          |   |          |  |  |

|  | Danubio | ― | Montevideo City Torque |  |  |
|  |         |   |                        |  |  |

|  | Cerro Largo | ― | Peñarol |  |  |
|  |             |   |         |  |  |

|  | Wanderers | ― | Cerro |  |  |
|  |           |   |       |  |  |

|  | Miramar Misiones | ― | Defensor Sporting |  |  |
|  |                  |   |                   |  |  |

|  | Boston River | ― | Juventud |  |  |
|  |              |   |          |  |  |

|  | Peñarol | ― | Danubio |  |  |
|  |         |   |         |  |  |

|  | Racing | ― | Plaza Colonia |  |  |
|  |        |   |               |  |  |

|  | Progreso | ― | Cerro |  |  |
|  |          |   |       |  |  |

|  | River Plate | ― | Liverpool |  |  |
|  |             |   |           |  |  |

|  | Nacional | ― | Cerro Largo |  |  |
|  |          |   |             |  |  |

|  | Montevideo City Torque | ― | Miramar Misiones |  |  |
|  |                        |   |                  |  |  |

|  | Defensor Sporting | ― | Wanderers |  |  |
|  |                   |   |           |  |  |

|  | Plaza Colonia | ― | Progreso |  |  |
|  |               |   |          |  |  |

|  | Montevideo City Torque | ― | Wanderers |  |  |
|  |                        |   |           |  |  |

|  | Miramar Misiones | ― | Peñarol |  |  |
|  |                  |   |         |  |  |

|  | Cerro Largo | ― | Boston River |  |  |
|  |             |   |              |  |  |

|  | Danubio | ― | Nacional |  |  |
|  |         |   |          |  |  |

|  | Juventud | ― | River Plate |  |  |
|  |          |   |             |  |  |

|  | Liverpool | ― | Racing |  |  |
|  |           |   |        |  |  |

|  | Cerro | ― | Defensor Sporting |  |  |
|  |       |   |                   |  |  |

|  | Boston River | ― | Danubio |  |  |
|  |              |   |         |  |  |

|  | Nacional | ― | Miramar Misiones |  |  |
|  |          |   |                  |  |  |

|  | River Plate | ― | Cerro Largo |  |  |
|  |             |   |             |  |  |

|  | Racing | ― | Juventud |  |  |
|  |        |   |          |  |  |

|  | Peñarol | ― | Wanderers |  |  |
|  |         |   |           |  |  |

|  | Plaza Colonia | ― | Liverpool |  |  |
|  |               |   |           |  |  |

|  | Montevideo City Torque | ― | Cerro |  |  |
|  |                        |   |       |  |  |

|  | Progreso | ― | Defensor Sporting |  |  |
|  |          |   |                   |  |  |

|  | Danubio | ― | River Plate |  |  |
|  |         |   |             |  |  |

|  | Juventud | ― | Plaza Colonia |  |  |
|  |          |   |               |  |  |

|  | Wanderers | ― | Nacional |  |  |
|  |           |   |          |  |  |

|  | Defensor Sporting | ― | Montevideo City Torque |  |  |
|  |                   |   |                        |  |  |

|  | Miramar Misiones | ― | Boston River |  |  |
|  |                  |   |              |  |  |

|  | Liverpool | ― | Progreso |  |  |
|  |           |   |          |  |  |

|  | Cerro | ― | Peñarol |  |  |
|  |       |   |         |  |  |

|  | Cerro Largo | ― | Racing |  |  |
|  |             |   |        |  |  |

|  | Wanderers | ― | Boston River |  |  |
|  |           |   |              |  |  |

|  | Peñarol | ― | Defensor Sporting |  |  |
|  |         |   |                   |  |  |

|  | Racing | ― | Danubio |  |  |
|  |        |   |         |  |  |

|  | Cerro | ― | Nacional |  |  |
|  |       |   |          |  |  |

|  | Plaza Colonia | ― | Cerro Largo |  |  |
|  |               |   |             |  |  |

|  | Progreso | ― | Montevideo City Torque |  |  |
|  |          |   |                        |  |  |

|  | Liverpool | ― | Juventud |  |  |
|  |           |   |          |  |  |

|  | River Plate | ― | Miramar Misiones |  |  |
|  |             |   |                  |  |  |

|  | Wanderers | ― | River Plate |  |  |
|  |           |   |             |  |  |

|  | Montevideo City Torque | ― | Peñarol |  |  |
|  |                        |   |         |  |  |

|  | Juventud | ― | Progreso |  |  |
|  |          |   |          |  |  |

|  | Defensor Sporting | ― | Nacional |  |  |
|  |                   |   |          |  |  |

|  | Cerro Largo | ― | Liverpool |  |  |
|  |             |   |           |  |  |

|  | Miramar Misiones | ― | Racing |  |  |
|  |                  |   |        |  |  |

|  | Danubio | ― | Plaza Colonia |  |  |
|  |         |   |               |  |  |

|  | Cerro | ― | Boston River |  |  |
|  |       |   |              |  |  |

## Fase final

### Semifinal
| 2025          | Liverpool | — | Campeão do Clausura |  |
| --:-- (UTC−3) |           |   |                     |  |

### Final
| 2025 IDA      | Vencedor da semifinal | — | 1.º lugar no agregado |  |
| --:-- (UTC−3) |                       |   |                       |  |

| 2025 VOLTA    | 1.º lugar no agregado | — | Vencedor da semifinal |  |
| --:-- (UTC−3) |                       |   |                       |  |

## Premiação
| Liga AUF Uruguaya 2025 CXXII — Campeonato Uruguaio da Primeira Divisão |
| ---------------------------------------------------------------------- |
| A DEFINIR Campeão (?° título da primeira divisão)                      |

## Estatísticas

### Artilharia
- Atualizado até 22 de junho de 2025

| Pos. | Jogador             | Clube                  | Gols |
| ---- | ------------------- | ---------------------- | ---- |
| 1    | Agustín Rodríguez   | Juventud               | 16   |
| 2    | Abel Hernández      | Liverpool              | 14   |
| 3    | Nicolás López       | Nacional               | 13   |
| 4    | Maximiliano Silvera | Peñarol                | 7    |
| 5    | Leonardo Fernández  | Peñarol                | 6    |
| 5    | Sebastián Fernández | Danubio                | 6    |
| 5    | José Neris          | Montevideo City Torque | 6    |
| 8    | Nicolás Bertocchi   | Cerro Largo            | 5    |
| 8    | Walter Montoya      | Defensor Sporting      | 5    |
| 8    | Diogo Oliveira      | Plaza Colonia          | 5    |
| 8    | Hugo Quintana       | Liverpool              | 5    |
| 8    | Rodrigo Rivero      | Montevideo Wanderers   | 5    |
| 8    | Sebastián Rodríguez | Montevideo City Torque | 5    |

Fonte: AUF (em castelhano)